# La lunga vallata
La lunga vallata è una raccolta di dodici racconti dello scrittore americano John Steinbeck pubblicata nel 1938.

## Genesi della raccolta
Dopo il grande successo di Pian della Tortilla (1935), Steinbeck (su consiglio dell'amico Pascal Covici) decise di raccogliere alcuni dei suoi racconti pubblicati su rivista negli anni '30. La raccolta fu pubblicata nel settembre 1938 e divenne subito un bestseller. L'opera originale comprendeva undici racconti, a cui si deve aggiungere Il pony rosso (Red Pony): un piccolo capolavoro autonomo, pubblicato parzialmente su rivista nel 1933 e poi in forma di romanzo breve (in inglese, novellette) in una tiratura limitata di 699 copie nel 1937, poi confluito l'anno successivo in La lunga vallata.

## Ambientazione
Tutti i racconti sono ambientati nella California Central Valley, in un imprecisato tempo presente. Solo Saint Katy the Virgin, è ambientato nel Medioevo.

## Temi
Secondo Luigi Sampietro, sono tre i motivi ricorrenti nell'intera raccolta:
- il legame tra la creatività e la solitudine in cui spesso si origina, particolarmente evidente nel primo racconto (I crisantemi);
- lo studio del comportamento dell'uomo in contesti di gruppo;
- il "pensiero non teleologico" (come lo definisce lo stesso Steinbeck), ossia il tentativo di presentare gli eventi in modo imparziale - rinunciando a qualsiasi forma di giudizio autoriale.

Si possono individuare poi temi comuni a singoli gruppi di racconti: ne è un esempio il motivo del "rito di passaggio", sperimentato (seppur in modi diversi) dai giovani protagonisti di La fuga, L'assalto e Il pony rosso.

## Racconti
- The Chrysanthemums, da «Harper's Magazine», ottobre 1937
- The White Quail, da «The North American Review», marzo 1935
- Flight (apparso qui in volume)
- The Snake, da «The Monterey Beacon», 22 giugno 1935
- Breakfast, da «Pacific Weekly», 9 novembre 1936
- The Raid, da «The North American Review», ottobre 1934
- The Harness, da «The Atlantic Monthly», giugno 1938
- The Vigilante, da «Esquire», ottobre 1936
- Johnny Bear, da «Esquire», settembre 1937
- Red Pony
  - I. The Gift, da «The North American Review», novembre 1933
  - II: The Great Mountains, da «The North American Review», dicembre 1933
  - III: The Promise, da «Harper's Magazine», agosto 1937
  - IV. The Leader of the People, da «Argosy» (London), agosto 1936
- The Murder, da «The North American Review», aprile 1934
- Saint Katy the Virgin, già apparso in edizione limitata di 199 copie come regalo, dicembre 1936

## Edizioni italiane
- La lunga vallata. Racconti, traduzione di Eugenio Giovannetti, Collana "Le Najadi". Collezione di grandi narratori IV, Milano-Roma, Jandi Sapi, 1944,  p. 231.
- La valle lunga. Racconti, seguiti dal dramma Che splendida Ardi, traduzione di Cesare Vivante, Collana Medusa n. 312, Milano, Mondadori, 1953, ISBN 978-88-04-49583-3. - Collana Oscar, Milano, Mondadori, 1972-2010.
- La valle lunga, traduzione di Cesare Vivanti riveduta da Luigi Sampietro, Collana Tascabili narrativa, Milano, Bompiani, 2017, ISBN 978-88-452-9379-5.